# شب‌یار مارپیچی
شَب‌یار مارپیچی (نام علمی: Aloe polyphylla) نام یک گونه از گیاهان گلدار متعلق به سرده سگل‌ها (آلوئه) است. این گیاه در ارتفاع ۲۰۰۰ تا ۲۵۰۰ متری در کوه‌های لسوتو می‌روید.
شب‌یار مارپیچی گل ملی کشور لسوتو است.

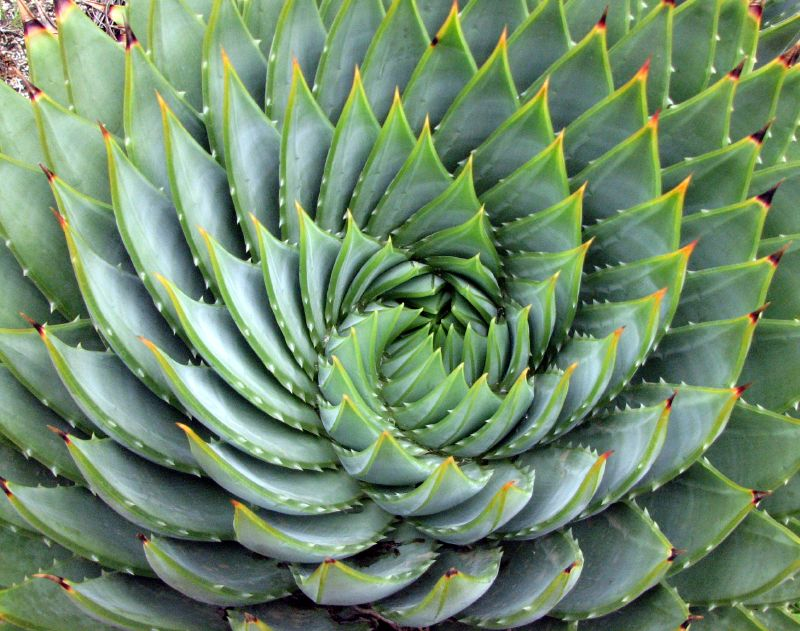
spiral formed by petals.